# Remember (album của Big Bang)
Remember là album phòng thu thứ hai được phát hành tại Hàn Quốc của ban nhạc nam Big Bang, được phát hành ngày 5 tháng 11 năm 2008 bởi hãng YG Entertainment. Trước ngày phát hành, con số đặt trước của album đạt trên 200.000.

## Quảng bá
"Sunset Glow" ("tiếng Hàn Quốc: 붉은노을" Byulkeun Noeun), bản gốc do Lee Moon Sae thể hiện, là bài hát chủ đạo của album. Big Bang cùng chính Lee Moon Sae biểu diễn bài hát này tại Lễ hội Âm nhạc KBS 2008.
"Strong Baby", bài hát solo của Seungri, được dùng làm đĩa đơn thứ hai. Video âm nhạc của bài hát được ra mắt trên YouTube vào ngày 1 tháng 1 năm 2009. Seungri sau đó nhận được danh hiệu Triple Crown trong chương trình âm nhạc Hàn Quốc Inkigayo nhờ dẫn đầu bảng xếp hạng ba tuần liên tiếp.

## Danh sách bài hát
| STT              | Nhan đề                                                        | Phổ lời          | Phổ nhạc                                           | Hòa âm           | Thời lượng |
| ---------------- | -------------------------------------------------------------- | ---------------- | -------------------------------------------------- | ---------------- | ---------- |
| 1.               | "Intro (Everybody Scream)" (모두 다 소리쳐; Modu Da Sorichyeo) | G-Dragon         | G-Dragon, Kush                                     | Kush, DJ Wreckx  | 1:44       |
| 2.               | "Oh, Ah, Oh" (오, 아, 오; O, A, O)                             | G-Dragon         | G-Dragon, Teddy, Catania Antonio Nun, Larkin, John | Teddy            | 3:46       |
| 3.               | "Sunset Glow" (뷹은 노을; Byulkeun Noeul)                      | G-Dragon         | Lee Hyunghon, G-Dragon, Teddy                      | Teddy            | 3:24       |
| 4.               | "Twinkle Twinkle" (반짝반짝; Banjjak Banjjak)                  | Kush             | Kush                                               | Kush             | 3:38       |
| 5.               | "Strong Baby" (Seungri hát đơn)                                | G-Dragon         | G-Dragon, JR Groove                                | Bae Jin Yeol     | 3:43       |
| 6.               | "Wonderful"                                                    | G-Dragon         | G-Dragon, Brave Brothers, Teddy                    | Teddy            | 3:28       |
| 7.               | "Foolish Love" (멍청한 사랑; Meongcheonghan Sarang)            | G-Dragon         | Kush, Choi Kyusung                                 | Kush             | 4:02       |
| 8.               | "Day by Day (Bản acoustic)" (하루하루; Haru Haru)              | G-Dragon         | G-Dragon, Daishi Dance, Kush                       | Kush             | 4:41       |
| 9.               | "Lies (Remix)" (거짓말; Geojitmal)                             | G-Dragon         | G-Dragon                                           | G-Dragon         | 3:28       |
| 10.              | "Last Farewell (Remix)" (마지막 인사; Majimak Insa)            | G-Dragon         | G-Dragon, Brave Brothers                           | Brave Brothers   | 4:02       |
| 11.              | "Remember" (Bản tiếng Hàn)                                     | Yang Hyun Suk    | Teddy, Walt Anderson                               | Teddy            | 3:19       |
| Tổng thời lượng: | Tổng thời lượng:                                               | Tổng thời lượng: | Tổng thời lượng:                                   | Tổng thời lượng: | 39:12      |